# Samurai Gourmet (série télévisée)
Samurai Gourmet (野武士のグルメ, Nobushi no gurume) est une série télévisée japonaise en douze épisodes d'environ 20 minutes, mise en ligne le 17 mars 2017 sur Netflix et dont Naoto Takenaka est l'acteur principal.

## Synopsis
Takeshi Kasumi, 60 ans, a dévoué sa vie entière à son travail. Maintenant à la retraite, il ne sait quoi faire de son temps libre. Une bière prise en milieu d'après-midi lui fera réaliser qu'un monde culinaire, qu'il ne soupçonnait pas, s'offre maintenant à lui. Il sera accompagné lors de ces découvertes par un samouraï tiré de son imagination, qui lui sert de modèle.

## Distribution

### Acteurs principaux
- Naoto Takenaka : Takeshi Kasumi
- Tetsuji Tamayama : Samouraï
- Honami Suzuki : Shizuko Kasumi (femme de Takeshi)

## Fiche technique
- Titre : Samurai Gourmet
- Titre québécois : Le Samouraï gourmet
- Titre original : 野武士のグルメ (Nobushi no gurume?)
- Créateur : Masayuki Kusumi
- Producteurs : Michihito Fujii, Mamoru Hoshi et Tadaaki Hōrai
- Société de production : Kyōdō Television
- Chanson du générique de fin : interprétation de Naoto Takenaka sur une musique de Koji Tamaki du groupe Anzen Chitai[1]
- Pays d'origine :  Japon
- Langue originale : japonais
- Genre : Drama
- Durée : entre 16 et 24 minutes
- Lieux de tournage : Japon

## Épisodes
| №  | Titre                                      | Caméo                            |
| -- | ------------------------------------------ | -------------------------------- |
| 01 | La Bière de midi                           | Masako Miyaji                    |
| 02 | Un ramen de démone                         | Yōko Ōshima                      |
| 03 | Une matinée aux maquereaux                 | Tetsu Watanabe                   |
| 04 | Le Yakiniku, sa manière à elle             | Yurika Nakamura                  |
| 05 | Le Déjeuner des figurants                  | Yōichi Nukumizu et Yurina Yanagi |
| 06 | Un déjeuner de vieux bistrot               | Sujitarō Tamabukuro              |
| 07 | Dîner sur le comptoir et sous le parapluie |                                  |
| 08 | Pâtes à la Samouraï                        |                                  |
| 09 | Les Croquettes du cœur                     |                                  |
| 10 | Le Chevalier aux cheveux blancs            | Susumu Kurobe et Gorō Ibuki      |
| 11 | L'Anniversaire d'Oden                      |                                  |
| 12 | Souvenir de riz et de bœuf                 | Chieko Matsubara                 |